# Michael Barrymore
Pour l’article homonyme, voir Barrymore.
Michael Barrymore, né Michael Kieron Parker, est un acteur, humoriste, et présentateur de jeux télévisés anglais.

## Biographie
Il est né le 4 mai 1952 à Londres, dans le même quartier que Charlie Chaplin ou Tommy Steele. Marié à Cheryl Cocklin le 10 juin 1973, il a annoncé son homosexualité en 1995 et a divorcé deux ans plus tard. En 2010, il déclare ne plus être homosexuel du fait de sa relation avec une femme, préférant se dire bisexuel,.
En 2001, à la suite d'une fête donné au domicile de Michael Barrymore, un jeune homme est retrouvé noyé dans sa piscine. Barrymore est interrogé par la police, et des médias britanniques suggèrent alors que Barrymore est responsable de la mort de l'homme, à qui il aurait fait subir des violences sexuelles. Michael Barrymore est définitivement mis hors de cause en 2007.
En janvier 2006, il finit second au jeu télé Celebrity Big Brother, où il y avait Dennis Rodman, George Galloway, Pete Burns ou encore Traci Bingham.

## Filmographie
- 1982 : Madhouse (TV)
- 1997 : Spice World
- 2000 : Bob Martin (TV)
- 2006 : Celebrity Big Brother 4 (Téléréalité)

## Récompenses
- 1995 : Nommé au BAFTA Awards pour Barrymore, son jeu télévisé